# Minchoux
Le ruisseau de Minchoux est un ruisseau français qui coule dans le département du Puy-de-Dôme. Il prend sa source dans les monts du Livradois et se jette dans la Dore en rive gauche. C'est donc un sous-affluent de la Loire par la Dore, puis par l'Allier.

## Géographie
La totalité du bassin versant du Ruisseau de Minchoux se trouve dans le parc naturel régional du Livradois-Forez. 
Il prend sa source à 940 mètres d’altitude, près du hameau de Montabru (commune de Cunlhat). La totalité de son parcours est orientée Nord-Sud.
Il traverse d’abord un plateau parsemé de prairies et de forêts. À partir du village de Tours-sur-Meymont il s’enfonce dans des gorges boisées.
Le ruisseau rejoint la Dore en rive gauche au lieu-dit « Giroux-Gare » peu après Saint-Gervais-sous-Meymont.

## Communes traversées
D'amont en aval, le ruisseau traverse les communes suivantes, toutes situées dans le département du Puy-de-Dôme : 
- Cunlhat
- Tours-sur-Meymont
- Saint-Gervais-sous-Meymont